# 鯉川駅
鯉川駅（こいかわえき）は、秋田県山本郡三種町鯉川字大深根にある、東日本旅客鉄道（JR東日本）奥羽本線の駅である。

## 歴史
- 1944年（昭和19年）9月30日：国鉄の鯉川信号場として山本郡鹿渡町に開設[2][3]。
- 1950年（昭和25年）2月1日：駅に昇格[2][3]。鯉川駅開業[3]。
- 1971年（昭和46年）10月1日：荷物扱いを廃止[4]。無人化[5][新聞 1][新聞 2]。
- 1982年（昭和57年）：海上コンテナを改造した駅舎に改築される[新聞 3]。ただし、翌年3月31日までは（日曜・祝日を除く）6時から15時半まで旅客扱い要員を1名配置する[新聞 4]。
- 1987年（昭和62年）4月1日：国鉄分割民営化により、東日本旅客鉄道の駅となる[3]。
- 2004年（平成16年）11月28日：下り普通電車が滑走し、青森方の安全側線に入り脱線する事故が発生[6]。
- 2007年（平成19年）7月：新駅舎の使用を開始。
- 2010年（平成22年）4月1日：八郎潟駅から土崎駅に管理駅が変更となる。
- 2015年（平成27年）10月1日：土崎駅から東能代駅に管理駅が変更となる。
- 2024年（令和6年）10月1日：えきねっとQチケのサービスを開始[1][報道 1]。

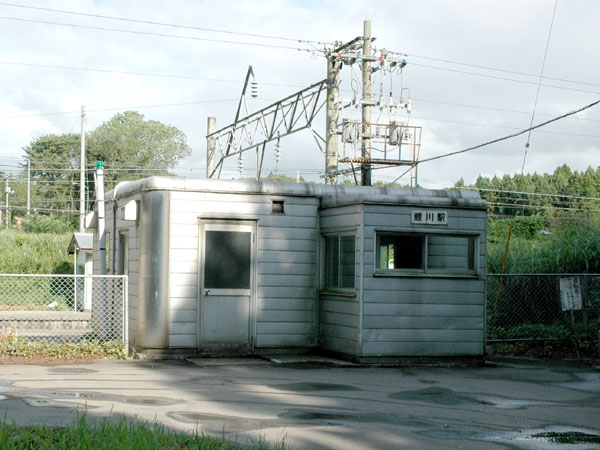
旧駅舎（2004年8月）

## 駅構造
相対式ホーム2面2線をもつ地上駅である。互いのホームは跨線橋で連絡している。
東能代駅管理の無人駅である。簡素な駅舎だけがあり、乗車駅証明書発行機が設置されている。

### のりば
| 番線 | 路線      | 方向 | 行先     |
| ---- | --------- | ---- | -------- |
| 1    | ■奥羽本線 | 下り | 青森方面 |
| 2    | ■奥羽本線 | 上り | 秋田方面 |

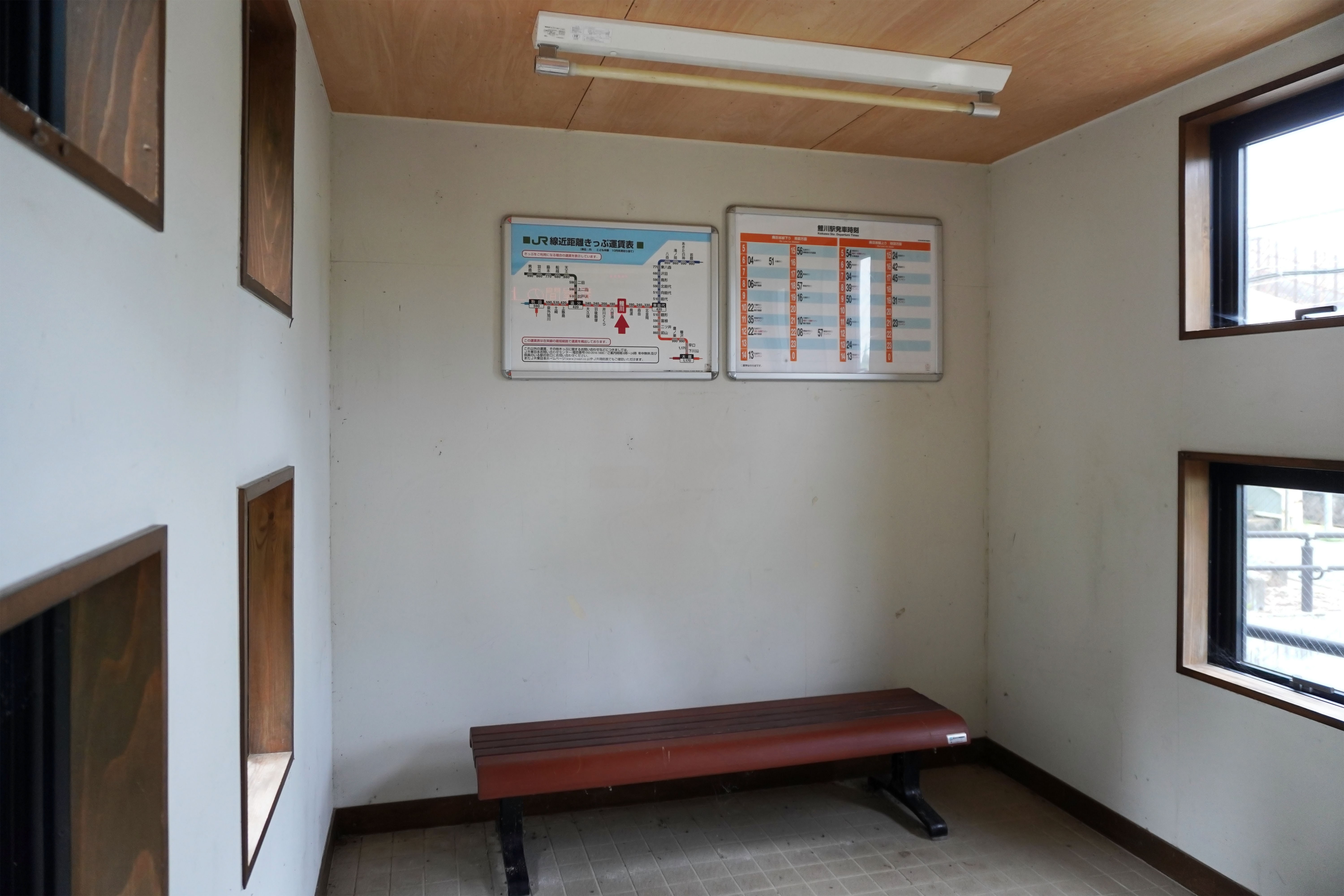
駅舎内（2024年5月）
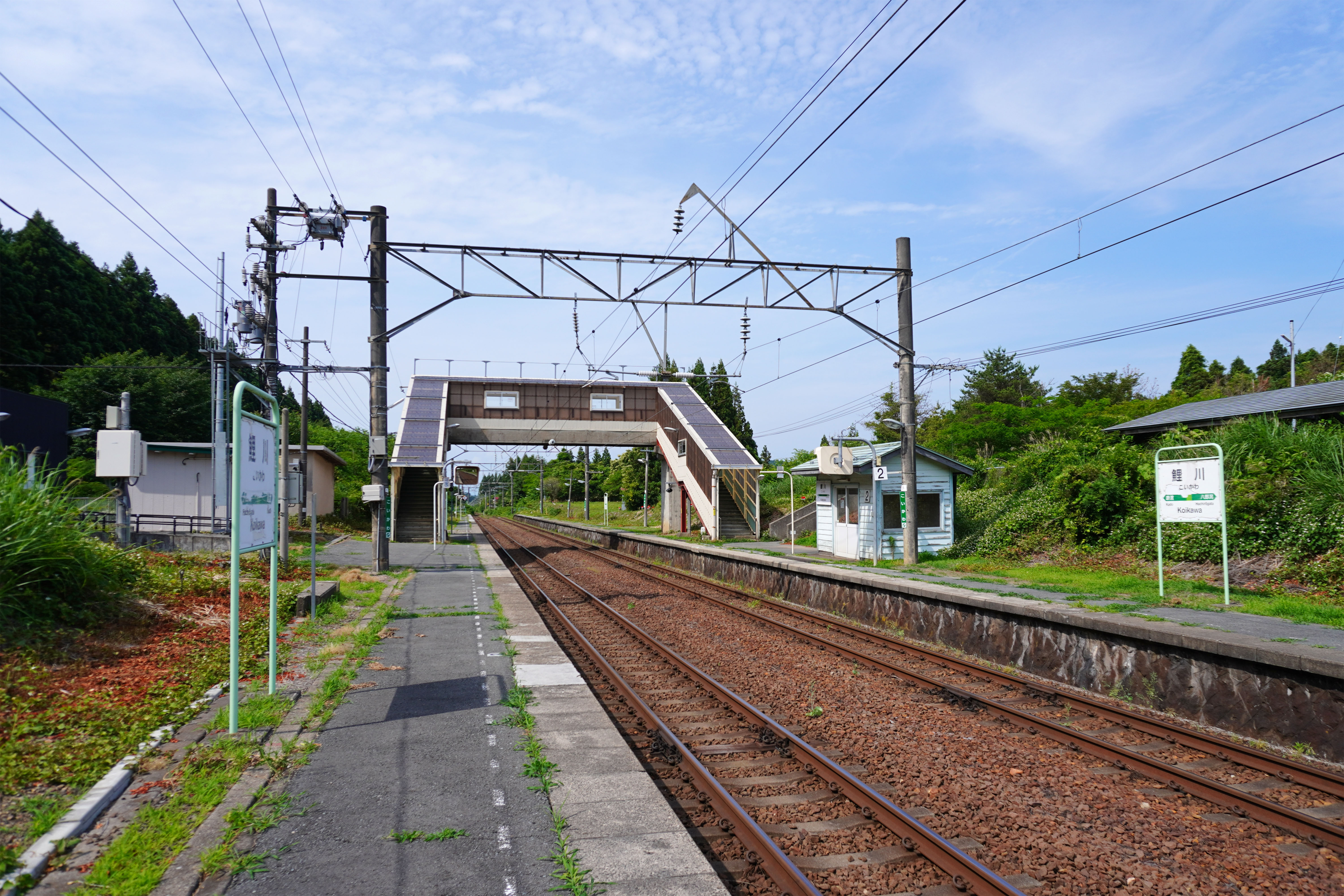
ホーム（2024年6月）

## 駅周辺
- 橋本五郎文庫
- 長寿の水
- 三倉鼻公園[新聞 1]
- 国道7号

## 隣の駅
東日本旅客鉄道（JR東日本）
■奥羽本線
□快速
通過
■普通
八郎潟駅 - 鯉川駅 - 鹿渡駅

### 報道発表資料
1. ↑  『Suicaエリア外もチケットレスで! 東北エリアから「えきねっとQチケ」がはじまります』（PDF）（プレスリリース）東日本旅客鉄道、2024年7月11日。オリジナルの2024年7月11日時点におけるアーカイブ。2024年8月6日閲覧。

### 新聞記事
1. 1 2  「無人駅 奥羽本線鯉川駅」『秋田魁新報』秋田魁新報社、1975年11月19日、夕刊、3面。
2. ↑  「陳情攻勢で“無人化”が後退 秋鉄局 日中だけ駅員配置 ただし本年度いっぱい」『秋田魁新報』秋田魁新報社、1971年9月29日、朝刊、12面。
3. ↑  「カプセル駅舎はいかが・・・ 利用者の評判も上々 完成まで一週間 海上コンテナ改良」『交通新聞』交通協力会、1982年12月11日、2面。
4. ↑  「営業体制近代化」『交通新聞』交通協力会、1971年10月5日、1面。